# Stede Bonnet
Stede Bonnet (ca. 1685 – 10. december 1718) blev også kaldt "gentlemanpiraten". Hans karriere som pirat var kort, og ikke særlig glorværdig, men han nåede trods alt at indskrive sig i sørøveriets historie. Bonnet var fx en af de få pirater, om hvem man med sikkerhed ved, at han faktisk lod fanger "gå planken ud".
Bonnet var tidligere major i den engelske hær. Han var veluddannet og belæst, og han ejede og boede på en stor sukkerplantage på Barbados, hvor han førte et helt normalt engelsk overklasseliv, indtil han i 1717 i en alder af over 30 år, af ukendte årsager, besluttede sig til at blive pirat.
I modsætning til andre pirater valgte Bonnet at købe sit skib. Det er så vidt vides det eneste tilfælde, hvor en sørøverkaptajn har gjort det. Andre sørøvere fik deres skib ved at stjæle det, eller ved at besætningen på et skib lavede mytteri. Skibet var et mindre skib med 10 kanoner, og Bonnet skilte sig igen ud fra gængs sørøverpraksis ved at ansætte sin besætning og betale den løn. Han adskilte sig også ved at medbringe et privat bibliotek, hvis bøger han flittigt læste i.
Bonnet var ikke uddannet som sømand, og han havde overhovedet ingen erfaring fra maritim krigsførelse eller sørøveri, men alligevel lykkedes det ham at plyndre syv skibe ud for Virginias kyst. På dette tidspunkt mødte han skibet Queen Annes Revenge under kommando af Edward Teach, bedre kendt som Blackbeard (Sortskæg). Blackbeard overtalte Bonnet til, at de to skulle arbejde sammen, og Bonnet gik om bord i Blackbeards skib, mens en af Blackbeards mænd overtog kommandoen over Bonnets skib. Blackbeard sejlede til Charleston i South Carolina, hvor han blokerede havnen i over en uge i slutningen af maj, hvor han med sine fire skibe og 300 mand, plyndrede alle skibe, der prøvede at komme ind eller ud af havnen. Bonnet deltog i belejringen, men sandsynligvis mest som passiv tilskuer. 
Efter belejringen af Charleston blev der udstedt et tilbud om amnesti til sørøvere, og Bonnet ønskede tage i mod det, og tog derfor til North Carolina. Her erfarede han dog, at England og Frankrig havde erklæret krig mod Spanien, og han besluttede sig derfor for at få et engelsk kaperbrev, og føre kaperkrig mod Spanien. Imidlertid viste det sig, at da han kom tilbage til skib, havde Blackbeard ført alt byttet bort, og Bonnet besluttede at hævne sig på Blackbeard i stedet for at opbringe spanske skibe. Det lykkedes ham dog aldrig at finde Blackbeard. I stedet forfaldt han igen til sørøveri, og glemte hurtigt kaperbrevet, og plyndrede også engelske skibe. I slutningen af september besluttede kolonien South Carolina at man ville af med de pirater, der hærgede området, og to skibe blev sendt ud for at jage piraterne. Piratjægerne overaskede tre piratskibe nær Cape Fear i North Carolina, og efter fem timers kamp, overgav piraterne sig. Da man opdagede at piratkaptajnen var Stede Bonnet, blev han sendt tilbage til Charleston, hvor man stadig huskede ham for hans deltagelse i belejringen tidligere på året.
I Charleston blev Bonnet indsat i fængslet under toldbygningen. Det lykkedes ham dog at flygte forklædt som kvinde, men kort efter blev han taget til fange igen, og i november 1718 blev han og hans mænd dømt til døden for sørøveri. I december 1718 blev Bonnet og 30 af hans mænd hængt på en sandbanke ud for byen.